# Ashiya (Hyogo)

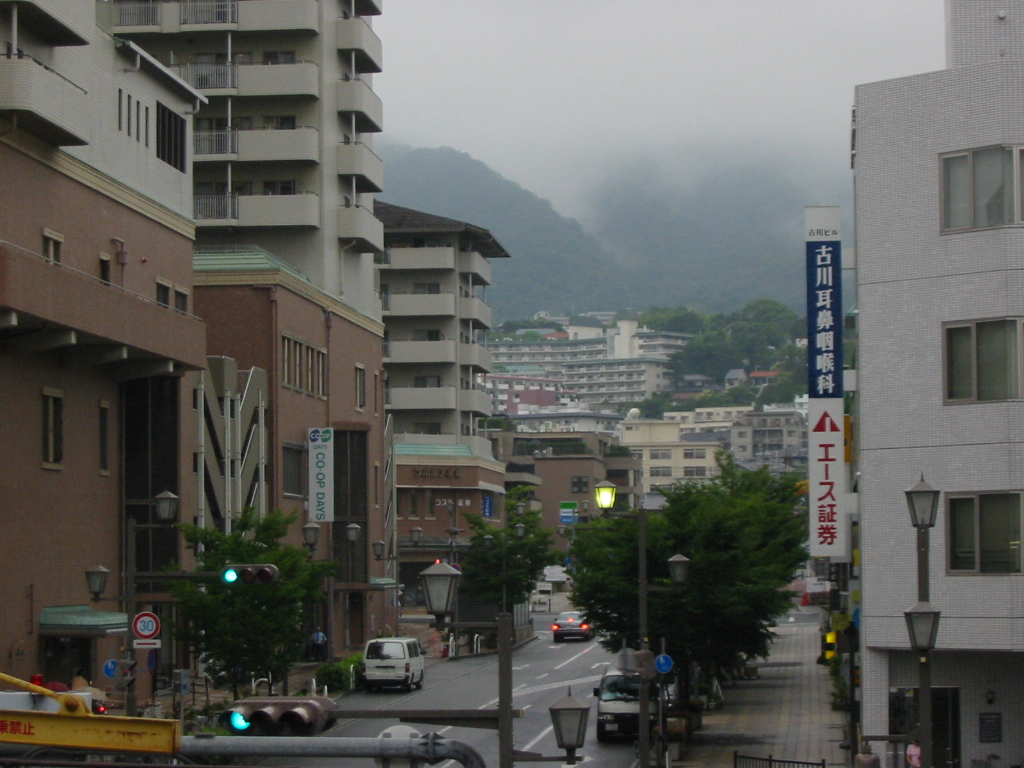
Ashiya gezien vanop het perron van het JR-station

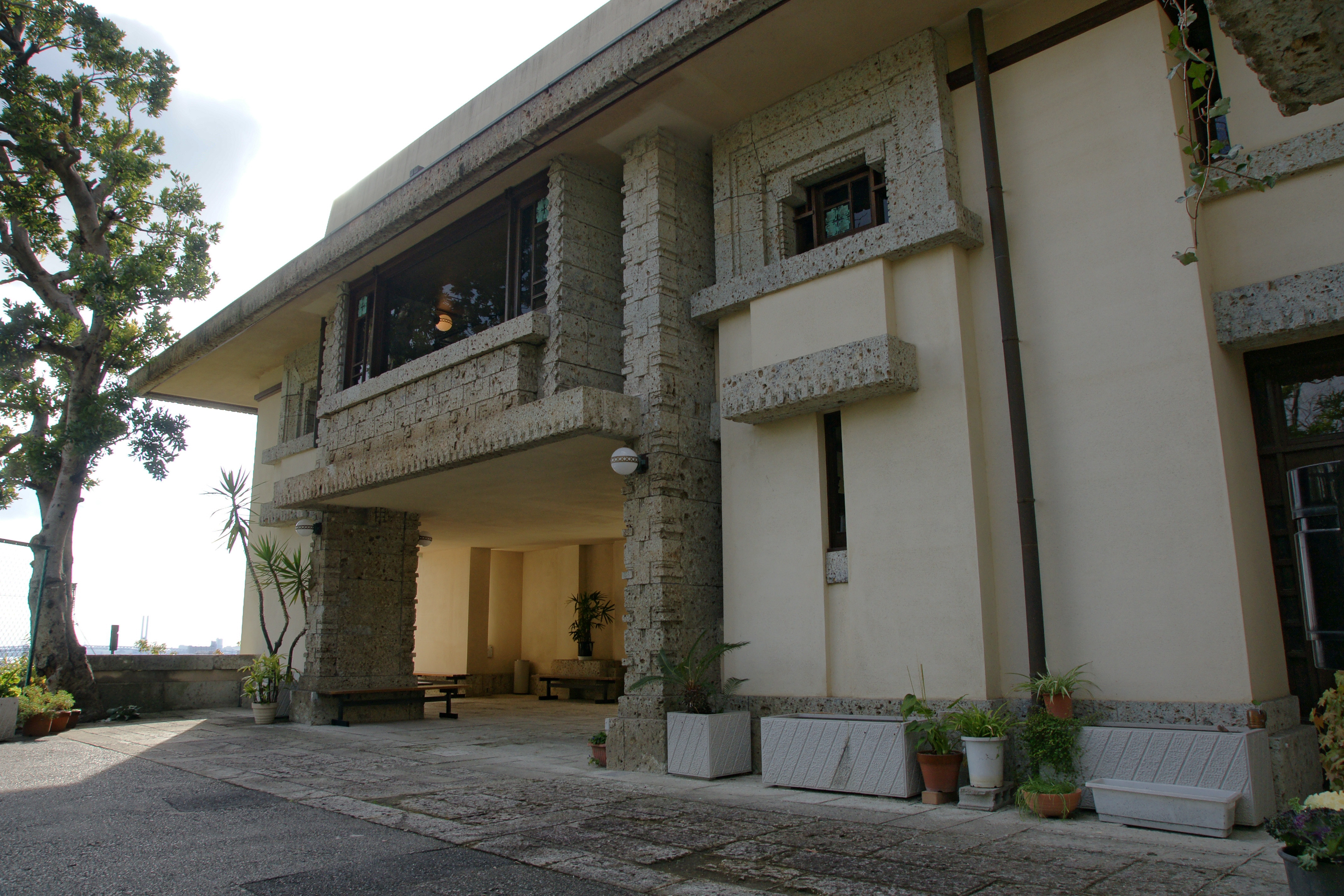
Yodoko-gasthuis in Ashiya

Ashiya (芦屋市, Ashiya-shi) is een stad in de Japanse prefectuur Hyogo. Op 1 april 2009 had de stad naar schatting 93.096 inwoners en een bevolkingsdichtheid van 5040 bewoners per km². Het totale gebied beslaat 18,47 km².

## Geschiedenis
De stad werd gesticht op 10 november 1940 en ligt tussen de steden Osaka en Kobe. De stad staat ook wel bekend als het Beverly Hills van Japan.

## Verkeer

### Trein
- JR West: Station Ashiya
  - Tokaido-lijn (JR Kobe-lijn)
- Hankyu Railway: Station Ashiyagawa
  - Hankyu Kobe-lijn
- Hanshin Electric Railway : stations Ashiya en Uchide
  - Hanshin-lijn

### Weg
Ashiya ligt aan de Hanshin-autosnelweg 3 (Kobe-lijn) en 5 (Wangan-lijn) en aan Autowegen 2 en 43.

## Stedenband
Ashiya heeft een stedenband met 
- Montebello (Californië), Verenigde Staten, sinds 24 mei 1961

## Aangrenzende steden
- Kobe (de wijken Higashinada-ku en Kita-ku)
- Nishinomiya

## Bezienswaardigheden
- Sinds 1964 heeft Ashiya zijn eigen universiteit: de Universiteit van Ashiya.
- In de stad staat een huis ontworpen door Frank Lloyd Wright. Het Yodokō-gasthuis, voltooid in 1924, was een verblijfplaats van de Yamamura-familie, oprichters van de beroemde sakefabriek "Sakuramasamune" (櫻正宗).
- Ashiya is de locatie van de gebeurtenissen uit de roman Sasameyuki (細雪） (Stille sneeuwval van Junichiro Tanizaki.

## Geboren in Ashiya
- Mako Ishino (石野真子, Ishino Mako, 31 januari 1961), een actrice en zangeres.
- Kazuki Omori (大森 一樹, Ōmori Kazuki, 3 maart 1952), een filmregisseur van verschillende Godzilla-films zoals Godzilla vs. King Ghidorah en Godzilla vs. Biollante.
- Yuriko Koike (小池 百合子, Koike Yuriko, 15 juli 1952), een politica en voormalige minister van Defensie
- Syu (シュウ, 23 september 1980), lid van de power metal band Galneryus.
- Yasutomi Nishizuka (西塚 泰美, 12 juli 1932 - 4 november 2004) een biochemicus die proteïnekinase C heeft ontdekt.